# Andrine Hegerberg
Andrine Stolsmo Hegerberg (Sunndalsøra, 6 giugno 1993) è un'ex calciatrice norvegese, di ruolo centrocampista.

## Biografia
Ha una sorella minore, Ada, anch'ella calciatrice con la quale ha condiviso la prima parte della carriera nei club e la convocazione nella nazionale norvegese. Nata e cresciuta con la famiglia a Sunndalsøra, si trasferisce a Kolbotn all'età di 14 anni.

## Carriera

### Club
Hegerberg cresce con la famiglia a Sunndal appassionandosi al calcio fin da giovanissima e decidendo di tesserarsi con il Sunndal Fotball dove gioca con la sorella minore Ada. Nel 2007 la famiglia si trasferisce a Kolbotn e le due sorelle continuano l'attività nelle giovanili del Kolbotn IL. Prima dell'inizio della stagione 2009 Andrine, ancora sedicenne, sottoscrive con la società il suo primo contratto professionistico, venendo inserita in rosa con la squadra titolare che disputa la Toppserien, massimo livello del campionato norvegese femminile di calcio, facendo il suo debutto in campionato il 27 settembre 2009, durante l'incontro vinto 2-1 sulle avversarie del Fløya. Le sorelle furono presto considerate due delle calciatrici dotate di maggior talento in Norvegia, e nel luglio 2011 Andrine vinse il premio Statoil Talent of the Month. Dopo tre stagioni con il Kolbotn, con la squadra che si classificò al terzo posto nei campionati 2010 e 2011,, lei e la sorella decisero di trasferirsi allo Stabæk per la stagione 2012. Con lo Stabæk, Hegerberg ottiene il secondo posto in campionato e vince la Coppa di Norvegia battendo in finale il Røa con il risultato di 4-0.
Nel 2013 Andrine e la sorella decidono di affrontare il loro primo campionato estero, trasferendosi al Turbine Potsdam, dove raggiungono la connazionale Maren Mjelde, per giocare in Frauen-Bundesliga, livello di vertice del campionato tedesco. dove Andrine debutta il 3 marzo di quell'anno, in occasione della semifinale di Coppa di Germania vinta per 4-1 sul Bayern Monaco. Di qualche settimana più tardi è il suo debutto in campionato, il 24 marzo, nell'incontro vinto per 3-0 sulle avversarie del Bad Neuenahr. Durante la stagione Hegerberg marca un totale di 4 presenze con la squadra di Potsdam, delle quali tre in campionato, condividendo con le compagne il secondo posto in Bundesliga e la finale di Coppa, lasciando in entrambi i tornei la vittoria al Wolfsburg.

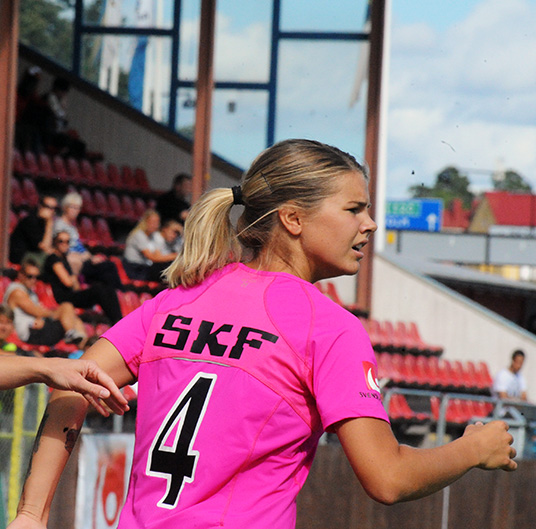
Andrine Hegerberg con la maglia del nel 2014.

Durante il calciomercato estivo 2013 Hegerberg sottoscrive un contratto con il Kopparbergs/Göteborg per disputare la seconda parte della stagione in Damallsvenskan 2013. La decisione viene annunciata sul suo profilo pubblico su Facebook, affermando che non era più disposta a giocare sotto la guida del tecnico Bernd Schröder. In risposta le giocatrici del Turbine Potsdam hanno pubblicato una lettera aperta dove esprimevano delusione per il modo in cui Hegerberg aveva lasciato la squadra. Fa il suo debutto con la maglia della nuova squadra il 18 agosto, nell'incontro perso 5-0 con l'LdB Malmö. Rimane legata alla società con sede a Göteborg per altre due stagioni e mezza, migliore prestazione della squadra il terzo posto nel campionato 2014, congedandosi con 59 presenze e 3 reti siglate.
Il 15 giugno 2016 sottoscrive un accordo con il Birmingham City trasferendosi al club inglese per disputare la seconda parte della FA Women's Super League 1 2016. Rimane con il club di Solihull fino alla conclusione del campionato 2017-2018, ottenendo come migliore risultato il quarto posto nel campionato d'esordio, congedandosi con 19 presenze.
Nel gennaio 2018 viene dato l'annuncio che Hegerberg lascia il Birmingham City per unirsi alle francesi del Paris Saint-Germain, con un contratto in scadenza nel 2019. Nel maggio 2019 la società comunica che Hegerberg aveva accettato di lasciare il PSG alla fine del suo contratto e aveva già iniziato a negoziare con altre società.
Durante il calciomercato estivo 2019 il sito ufficiale della Roma annuncia l'ingaggio della centrocampista norvegese che sarà a disposizione del tecnico Elisabetta Bavagnoli per la stagione entrante. Alla sua prima esperienza in maglia giallorossa marca 16 presenze in campionato, debuttando in Serie A da titolare già alla 1ª giornata, nella sconfitta interna per 3-0 con il Milan alla 1ª giornata, mentre va a segno in 3 occasioni, la prima alla 2ª giornata nella vittoria esterna per 2-0 con la Fiorentina, a cui fanno seguito una doppietta all'Orobica e la terza tìrete nella vittoria interna per 6-0 con il Verona. In organico anche per la stagione 2020-2021, dopo aver disputato 8 incontri nel gennaio 2021 si infortuna gravemente al legamento crociato anteriore del ginocchio sinistro durante un allenamento, di conseguenza per il necessario periodo di riabilitazione dopo l'intervento chirurgico è costretta a saltare tutta la seconda parte della stagione.
Scaduti i vincoli contrattuali, nell'inverno 2021 decide di continuare la sua carriera professionale facendo ritorno in Svezia, firmando un contratto biennale con l'Häcken.

## Statistiche

### Presenze e reti nei club
Statistiche aggiornate al 10 giugno 2024.
| Stagione                    | Squadra                     | Campionato                  | Campionato | Campionato | Coppe nazionali | Coppe nazionali | Coppe nazionali | Coppe continentali | Coppe continentali | Coppe continentali | Altre coppe | Altre coppe | Altre coppe | Totale | Totale |
| Stagione                    | Squadra                     | Comp                        | Pres       | Reti       | Comp            | Pres            | Reti            | Comp               | Pres               | Reti               | Comp        | Pres        | Reti        | Pres   | Reti   |
| --------------------------- | --------------------------- | --------------------------- | ---------- | ---------- | --------------- | --------------- | --------------- | ------------------ | ------------------ | ------------------ | ----------- | ----------- | ----------- | ------ | ------ |
| 2008                        | Kolbotn                     | TS                          | 0          | 0          | CN              | 0               | 0               | -                  | -                  | -                  | -           | -           | -           | 0      | 0      |
| 2009                        | Kolbotn                     | TS                          | 1          | 0          | CN              | 0               | 0               | -                  | -                  | -                  | -           | -           | -           | 1      | 0      |
| 2010                        | Kolbotn                     | TS                          | 18         | 5          | CN              | 0               | 0               | -                  | -                  | -                  | -           | -           | -           | 18     | 5      |
| 2011                        | Kolbotn                     | TS                          | 19         | 5          | CN              | 2               | 1               | -                  | -                  | -                  | -           | -           | -           | 21     | 6      |
| Totale Kolbotn              | Totale Kolbotn              | Totale Kolbotn              | 38         | 10         |                 | 2               | 1               |                    | -                  | -                  |             | -           | -           | 40     | 11     |
| 2012                        | Stabæk                      | TS                          | 21         | 4          | CN              | 4               | 1               | -                  | -                  | -                  | -           | -           | -           | 25     | 6      |
| 2012-2013                   | Turbine Potsdam             | BL                          | 3          | 0          | CG              | 1               | 0               | UWCL               | 0                  | 0                  | -           | -           | -           | 4      | 0      |
| 2013                        | Kopparbergs/Göteborg        | D                           | 8          | 0          | SC              | 2               | 0               | -                  | -                  | -                  |             |             |             | 10     | 0      |
| 2014                        | Kopparbergs/Göteborg        | D                           | 21         | 0          | SC              | 3               | 1               | -                  | -                  | -                  |             |             |             | 24     | 1      |
| 2015                        | Kopparbergs/Göteborg        | D                           | 22         | 0          | SC              | 3               | 1               | -                  | -                  | -                  |             |             |             | 25     | 1      |
| 2016                        | Kopparbergs/Göteborg        | D                           | 8          | 2          | SC              | 0               | 0               | -                  | -                  | -                  |             |             |             | 8      | 2      |
| Totale Kopparbergs/Göteborg | Totale Kopparbergs/Göteborg | Totale Kopparbergs/Göteborg | 59         | 2          |                 | 8               | 2               |                    | -                  | -                  |             | -           | -           | 67     | 4      |
| 2016                        | Birmingham City             | WSL 1                       | 8          | 0          | WC              | 4               | 1               | -                  | -                  | -                  | -           | -           | -           | 12     | 1      |
| 2017                        | Birmingham City             | WSL 1                       | 7          | 0          | WC              | -               | -               | -                  | -                  | -                  | -           | -           | -           | 7      | 0      |
| 2017-2018                   | Birmingham City             | WSL 1                       | 4          | 0          | WC              | 3               | 0               | -                  | -                  | -                  | -           | -           | -           | 7      | 0      |
| Totale Birmingham City      | Totale Birmingham City      | Totale Birmingham City      | 19         | 0          |                 | 7               | 1               |                    | -                  | -                  |             | -           | -           | 26     | 1      |
| 2017-2018                   | Paris Saint-Germain         | D1                          | 6          | 0          | CF              | 2               | 0               | UWCL               | 0                  | 0                  | -           | -           | -           | 8      | 0      |
| 2018-2019                   | Paris Saint-Germain         | D1                          | 4          | 0          | CF              | 0               | 0               | UWCL               | 4                  | 0                  | -           | -           | -           | 8      | 0      |
| Totale Paris Saint-Germain  | Totale Paris Saint-Germain  | Totale Paris Saint-Germain  | 10         | 0          |                 | 2               | 0               |                    | 4                  | 0                  |             | -           | -           | 16     | 0      |
| 2019-2020                   | Roma                        | A                           | 16         | 4          | CI              | 2               | 1               | -                  | -                  | -                  | -           | -           | -           | 18     | 5      |
| 2020-2021                   | Roma                        | A                           | 8          | 0          | CI              | 1               | 1               |                    | -                  | -                  | SI          | 0           | 0           | 9      | 1      |
| Totale Roma                 | Totale Roma                 | Totale Roma                 | 24         | 4          |                 | 3               | 2               |                    | -                  | -                  |             | 0           | 0           | 27     | 6      |
| 2022                        | Häcken                      | D                           | 20         | 2          | SC              | 5               | 0               |                    | -                  | -                  |             | -           | -           | 25     | 2      |
| 2023                        | Häcken                      | D                           | -          | -          | SC              | 1               | 0               | UWCL               | 0                  | 0                  |             | -           | -           | 1      | 0      |
| Totale Häcken               | Totale Häcken               | Totale Häcken               | 20         | 2          |                 | 6               | 0               |                    | -                  | -                  |             | -           | -           | 26     | 2      |
| 2023                        | Brann                       | TS                          | 17         | 0          | CN              | -               | -               |                    | -                  | -                  |             | -           | -           | 17     | 0      |
| 2024                        | Brann                       | TS                          | 0          | 0          | CN              | -               | -               |                    | -                  | -                  |             | -           | -           | 0      | 0      |
| Totale carriera             | Totale carriera             | Totale carriera             | 211        | 22         |                 | 33              | 7               |                    | 4                  | 0                  |             | 0           | 0           | 248    | 27     |

## Palmarès

### Club
- Coppa di Norvegia: 1

Stabæk: 2012
- Coppa di Francia: 1

PSG: 2017-2018
- Coppa Italia: 1

Roma: 2020-2021